# Robert V d'Alvèrnia
Robert V d'Alvèrnia, nascut vers 1225, mort el 1277 fou comte d'Alvèrnia de 1247 a 1277), succeint en aquest feu al seu pare Guillem XI (vers 1195-1247), que fou comte d'Alvèrnia de 1222 a 1247. Fou també comte de Boulogne el 1260 per herència de la seva mare Adelaida de Brabant, i com a donatari, d'Enric III de Brabant, duc de Brabant, el seu cosí, que va renunciar als seus drets.
El 1249 Alfons de Poitiers comte de la Terra d'Alvèrnia, va concedir franquícies als burgesos de Riom, que com a capital del seu domini alvernès va passar en poc temps de ser un poble a una població notable; això va perjudicar considerablement al comtat d'Alvèrnia ja molts magnats van construir cases a Riom. El 28 d'abril de 1250 va fer una transacció amb Guiu de Dampierre i Berald de Mercoeur, lloctinents d'Arquimbald IX de Borbó, per la qual es dividia la senyoria de Combrailles. El 13 d'abril de 1251 la seva mare Adelaida de Brabant va renunciar a l'usdefruit d'Alvèrnia i va cedir al seu fill les seves terres al comtat de Duras (que de fet era una entitat administrativa) i hi va incloure les terres que reclamava el comte de Loon.
Guiu, el seu germà, era abat de Saint Germain de Lambron, però Imbert de la Tour, un canonge de París li va disputar l'abadia i Robert V el va empresonar. Això va provocar la seva excomunió pel papa Alexandre IV. El 1253 els bisbes de Clarmont, Puy i Mende es van enfrontar als nobles locals; els bisbes van demanar ajut a Alfons de Poitiers que va designar comissaris que van fer una enquesta sense cridar als nobles afectats. Robert i la noblesa van protestar a Alfons, ja que això era contrari als usatges de la província. El 1254 el bisbe i el comte van signar un compromís amb la mediació de Raül comte de Ginebra, d'Arbest, senyor de la Tour, i de Guillem de Baffie (10 de juliol de 1254).
Després de rebre el 1260 el comtat de Boulogne, el 1262 el rei de França i el seu seguici foren rebuts a la cort del comte a Clarmont, i allí es va casar el seu fill Felip l'Ardit amb Isabel d'Aragó (28 de maig de 1262).
Va testar l'11 de gener de 1277. Va deixar els dos comtats al seu fill gran Guillem; al segon Robert la senyoria de Combrailles; al tercer Godofreu li ordenava abraçar la vida religiosa; i el quart Guiu (Guiuet) igualment; rebien a més un llegat en diners. Va deixar també diners a les filles Matilde i Maria a les que encarrega casar-se (la segona però no va obeir i es va fer religiosa, potser per una vocació tardana). la seva esposa Eleonor va rebre la senyoria de Châteauneuf. Va morir poc després.

## Matrimoni
Abans de 1250 es va casar amb Eleonor de Baffie, filla de Guillem I de Baffie i d'Eleonor de Forez. D'aquesta unió van néixer:
- Guillem XI († 1280), comte d'Alvèrnia i de Boulogne (1277-1280)
- Robert VI (1250 † 1314), comte d'Alvèrnia i de Boulogne (1280-1314)
- Godofreu, religiós (+1302 a la batalla de Courtrai)
- Guiu (Guiuet), religiós, va arribar a bisbe de Tournai el 1300
- Matilde o Mafalda, casada vers 1291 amb Esteve III († 1333), senyor de Saint-Jean
- Maria, religiosa